# Робітниче селище Мухтолово
Робітниче селище Мухтолово (рос. Рабочий посёлок Мухтолово) — міське поселення в Ардатовському районі Нижньогородської області Російської Федерації.
Адміністративний центр — робітниче селище Мухтолово.

## Історія
Статус і кордони міського поселення встановлені Законом Нижньогородської області від 15 червня 2004 року № 60-З «Про наділення муніципальних утворень — міст, робітничих селищ і сільрад Нижегородської області статусом міського, сільського поселення»

## Населення
| 2002  | 2008  | 2009  | 2010  | 2011  | 2012  | 2013  |
| ----- | ----- | ----- | ----- | ----- | ----- | ----- |
| 6155  | ↘5358 | ↘5287 | ↘5263 | ↘5238 | ↘5155 | ↘5054 |
| 2014  | 2015  | 2016  | 2017  |       |       |       |
| ↘4957 | ↘4864 | ↘4838 | ↘4775 |       |       |       |

## Склад міського поселення
| № | Населений пункт | Тип населеного пункту                    | Населення |
| - | --------------- | ---------------------------------------- | --------- |
| 1 | Венец           | селище                                   | ↘174      |
| 2 | Мухтолово       | робітниче селище, адміністративний центр | ↘4636     |
| 3 | Помелиха        | присілок                                 | →0        |
| 4 | Сакони          | селище                                   | ↘84       |